# Black (músico)
Colin Vearncombe (Liverpool, Merseyside, 26 de mayo de 1962-Cork, 26 de enero de 2016), más conocido por su nombre artístico Black, fue un cantante y músico británico. De 1981 a 1988 lideró una banda también llamada Black, con la cual alcanzó su mayor éxito.

## Historia

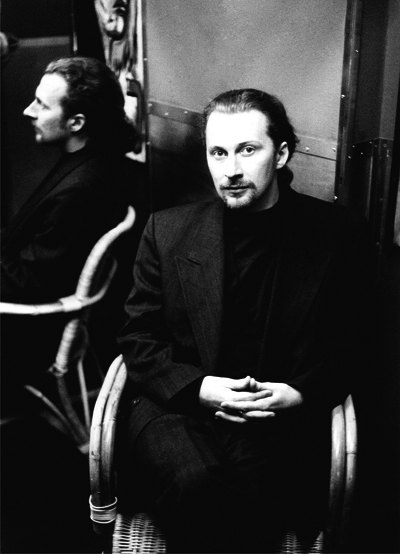
Black en los años 1990.

El primer lanzamiento de Black fue Human Features con la discográfica Rox Records en 1981. Le siguió otro disco en 1982 con More Than The Sun (Wonderful World Of Records), después del cual Black firmó con la discográfica WEA Records. Su primer álbum con esta discográfica fue Hey Presto (1984), que lo catapultó al éxito fuera del Reino Unido: el videoclip de esta canción se emitió en el canal por satélite Music Box, y el sencillo se distribuyó en Australia. El segundo sencillo con WEA Records fue una reedición de More Than The Sun. Después de esto, la discográfica abandonó su proyecto. 
1985 fue un año especialmente melancólico para el cantante de Black, Colin Vearncombe, quien entonces escribió una canción clave, irónicamente titulada «Wonderful Life» (‘Vida maravillosa’). Lanzada independientemente al principio, esta canción llamó la atención de la discográfica A&M Records, que firmó con Black y su carrera artística despegó. Al principio, los sencillos «Everything's Coming Up Roses» y «Sweetest Smile» tuvieron un éxito moderado solo en el Reino unido, pero el tercer sencillo, un relanzamiento de «Wonderful Life», fue un éxito rotundo en todo el mundo. El álbum del mismo nombre, editado en 1987, cosechó un gran éxito comercial y de los críticos musicales.
Más tarde, Black siguió vendiendo más de dos millones de discos por todo el mundo con Comedy 1988 y Black 1991. En este tiempo, la vida personal de Vearncombe cambió cuando se casó con la excantante sueca Camilla Griehsel, de la banda One 2 Many. Desilusionado por tener que negociar con una discográfica grande, Colin Vearncombe, único miembro que quedaba de Black, fundó su propia marca discográfica Nero Schwarz y lanzó un álbum (Are We Having Fun Yet?, 1993). Vearncombe volvió en 1999 para sacar una serie de grabaciones muy aplaudidas en su propio nombre. Un nuevo disco llamado Between Two Churches se sacó a la venta el 7 de noviembre de 2005.
El 10 de enero de 2016 sufrió un grave accidente de tráfico que se produjo en las inmediaciones del aeropuerto irlandés de Cork, cerca del pueblo de Schull, donde residía desde hacía más de una década. Se le mantuvo en coma inducido en el Hospital Universitario de Cork debido a la gravedad de sus lesiones, de las que falleció dos semanas más tarde, el 26 de enero de 2016.

## Discografía

### Álbumes
| Año  | Álbum                  | Discográfica         | UK Top | Ventas en mil. |
| ---- | ---------------------- | -------------------- | ------ | -------------- |
| 1987 | Wonderful Life         | A&M Records          | 3      |                |
| 1988 | Comedy                 | A&M Records          | 32     |                |
| 1991 | Black                  | A&M Records          | 42     |                |
| 1993 | Are We Having Fun Yet? | Nero Schwarz Records |        |                |
| 2005 | Between Two Churches   | Nero Schwarz Records |        |                |
| 2010 | Water on Stone         | Nero Schwarz Records |        |                |
| 2015 | Blind Faith            | Nero Schwarz Records |        |                |

### Recopilaciones
| Año  | Álbum              | Discográfica   | UK Top | Ventas en mil. |
| ---- | ------------------ | -------------- | ------ | -------------- |
| 1996 | Master Series      | A&M Records    |        |                |
| 1996 | Collection         | Spectrum Music |        |                |
| 2000 | Millennium Edition | A&M Records    |        |                |

### Sencillos
| Año  | Sencillo                                 | Discográfica               | UK Top | Ventas en mil. |
| ---- | ---------------------------------------- | -------------------------- | ------ | -------------- |
| 1981 | Human Features                           | Rox Records                |        |                |
| 1982 | More Than The Sun                        | Wonderful World Of Records |        |                |
| 1984 | Hey Presto                               | WEA                        |        |                |
| 1984 | More Than The Sun                        | WEA                        |        |                |
| 1986 | Everything's Coming Up Roses             | A&M Records                |        |                |
| 1987 | Sweetest Smile                           | A&M Records                | 8      |                |
| 1987 | Wonderful Life                           | A&M Records                | 1      |                |
| 1987 | I'm Not Afraid                           | A&M Records                |        |                |
| 1988 | Paradise                                 | A&M Records                | 38     |                |
| 1988 | The Big One                              | A&M Records                | 54     |                |
| 1988 | You're A Big Girl Now                    | A&M Records                |        |                |
| 1989 | Now You're Gone                          | A&M Records                | 66     |                |
| 1991 | Feel Like Change                         | A&M Records                | 56     |                |
| 1991 | Here It Comes Again                      | A&M Records                | 70     |                |
| 1991 | Fly Up To The Moon (duet with Sam Brown) | A&M Records                |        |                |
| 1993 | Don't Take The Silence Too Hard          | Nero Schwarz               |        |                |
| 1993 | Wishing You Were Here                    | Nero Schwarz               |        |                |
| 1993 | Just Like Love                           | Nero Schwarz               |        |                |
| 1994 | Wonderful Life                           | PolyGram                   | 42     |                |
| 2016 | Not the Last One                         | PolyGram                   | 1      |                |